# Dwór w Zabrzu-Rokitnicy
Dwór w Zabrzu-Rokitnicy – murowany dwór w Zabrzu-Rokitnicy z drugiej połowy XIX wieku, wpisany do rejestru zabytków nieruchomych województwa śląskiego.

## Historia
Założyciel folwarcznego dworu jest nieznany, był to być może Adolph Tieschowitz von Tieschowa, starosta bytomski; budynek był pierwotnie własnością jego rodu. W 1858 roku część miechowicko-rokitnickiego majątku została nabyta przez Tiele-Wincklerów. Po II wojnie światowej folwark został przekształcony w państwowe gospodarstwo rolne, następnie należał do prywatnego właściciela.
W budynku miał miejsce pożar w listopadzie 2012 roku, zniszczeniu uległa część dachu i poddasze.
W 2016 roku na części działki Świadkowie Jehowy wybudowali Salę Królestwa, a 14 lipca tego samego roku dwór został wpisany do rejestru zabytków nieruchomych województwa śląskiego.
Od wiosny 2017 roku przedsiębiorca z Pyskowic, nowy prywatny właściciel dworu, rozpoczął jego remont, który objął wymianę spalonego dachu. We wrześniu 2022 roku został wystawiony na sprzedaż.

## Architektura

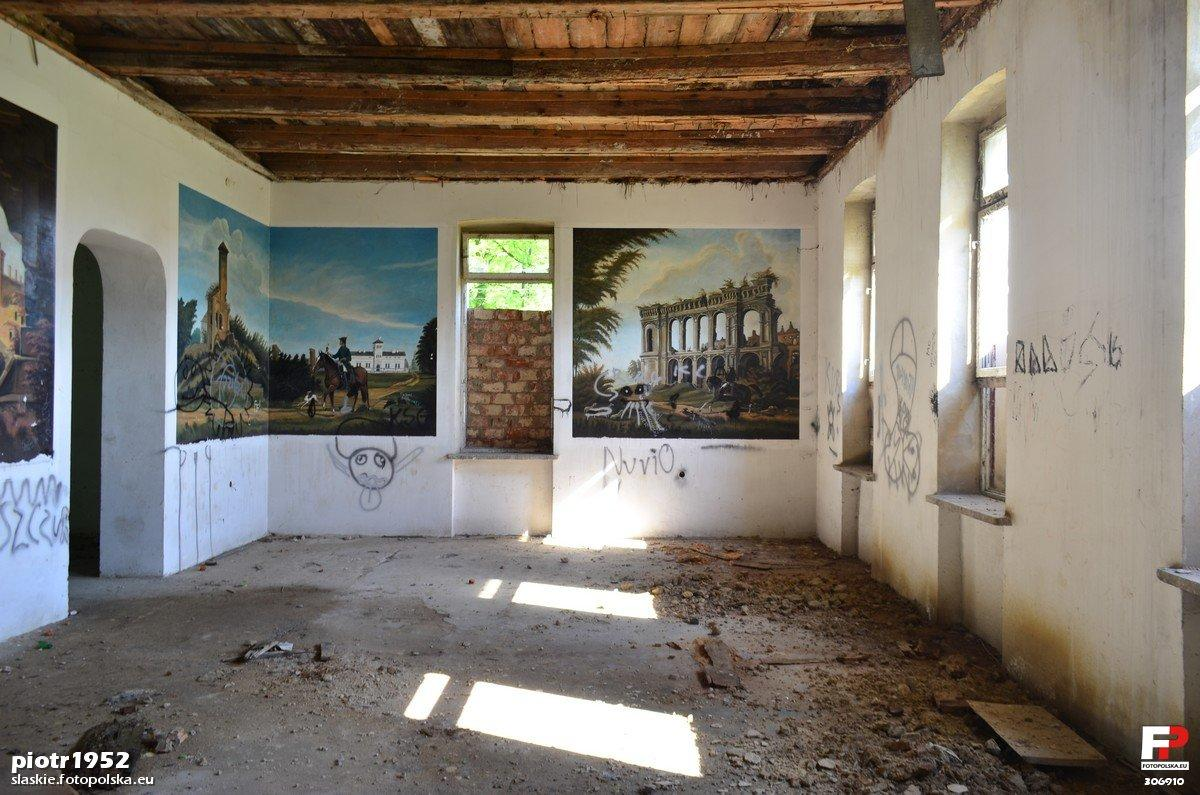
Wnętrze w 2012 roku

Dwór został zbudowany na planie prostokąta, jest parterowym, podpiwniczonym budynkiem z użytkowym poddaszem, murowanym z cegły, z otynkowanymi elewacjami, nakryty dwuspadowym dachem. W centrum dziewięcioosiowej fasady znajduje się wejście główne, umieszczone w parterze trzykondygnacyjnej wieży. W środkowej części elewacji od strony dawnego ogrodu znajduje się dwuosiowy ryzalit. Elewacje skromne, z dekoracjami w postaci gzymsów kordonowego i wieńczącego, okna w większości prostokątne, w ostatniej kondygnacji wieży okna zamknięte półkoliście. We wnętrzach znajdują się względnie dobrze zachowane malowidła naścienne, chociaż stan budynku, zwłaszcza stropów i konstrukcji dachu, jest zły.